# Polyporus perula
Polyporus perula är en svampart som först beskrevs av Beauvais, och fick sitt nu gällande namn av Elias Fries 1821. Polyporus perula ingår i släktet Polyporus och familjen Polyporaceae.   Inga underarter finns listade i Catalogue of Life.